# Karmel Gmunden

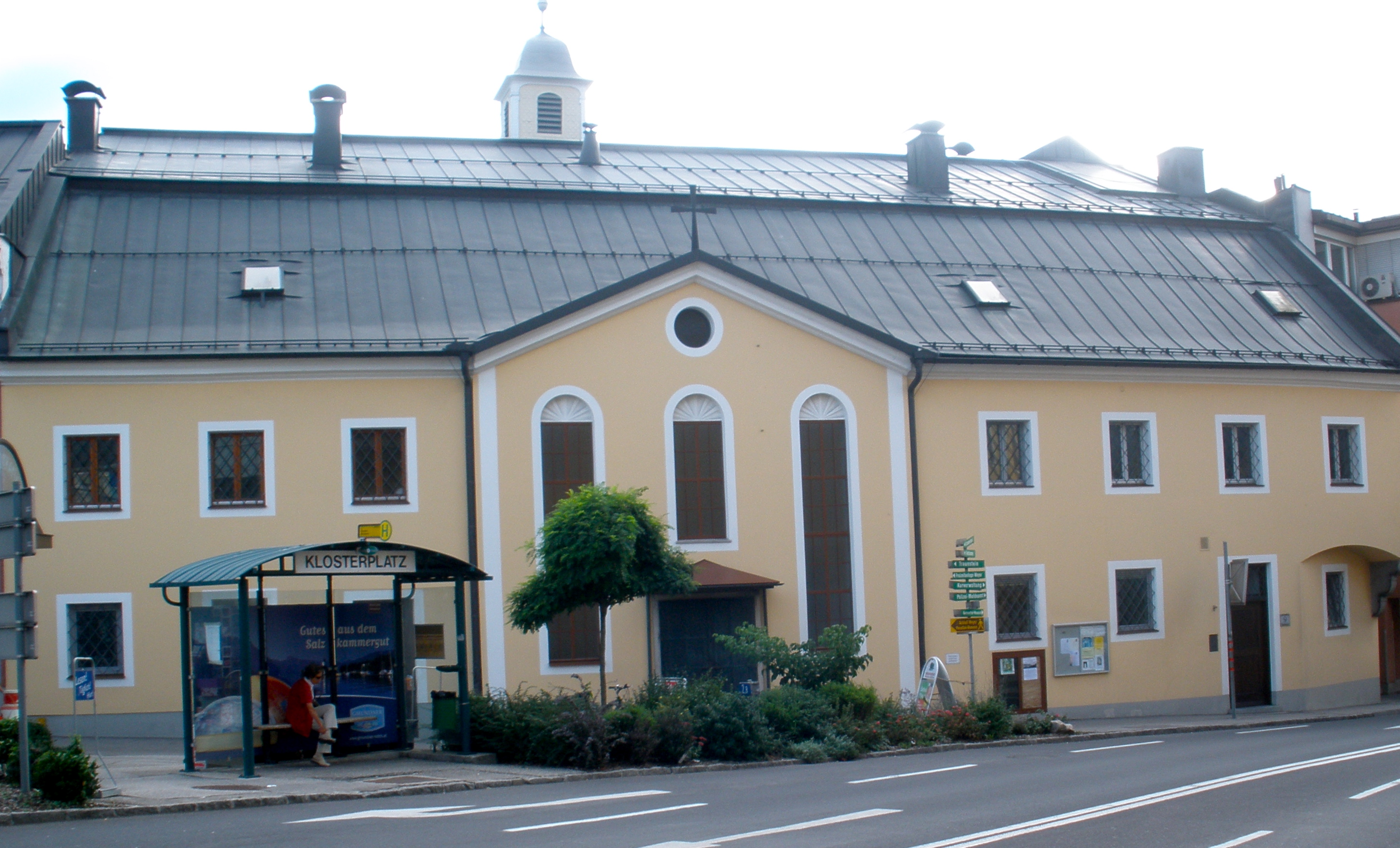
Karmelitinnenkirche und -kloster in Gmunden (Ortsteil Traundorf)

Der Karmel Gmunden war ein Kloster der Unbeschuhten Karmelitinnen und befindet sich in der oberösterreichischen Stadtgemeinde Gmunden im Bezirk Gmunden. Die Klosterkirche wurde im Jahr 1835 geweiht. Das Kloster ist im Dekanat Gmunden der Diözese Linz gelegen. Die Kirche und die bereits 1828 begründete Klosteranlage stehen unter Denkmalschutz. Die Schwestern haben 2023 den Standort Gmunden nach fast 200 Jahren verlassen.

## Geschichte

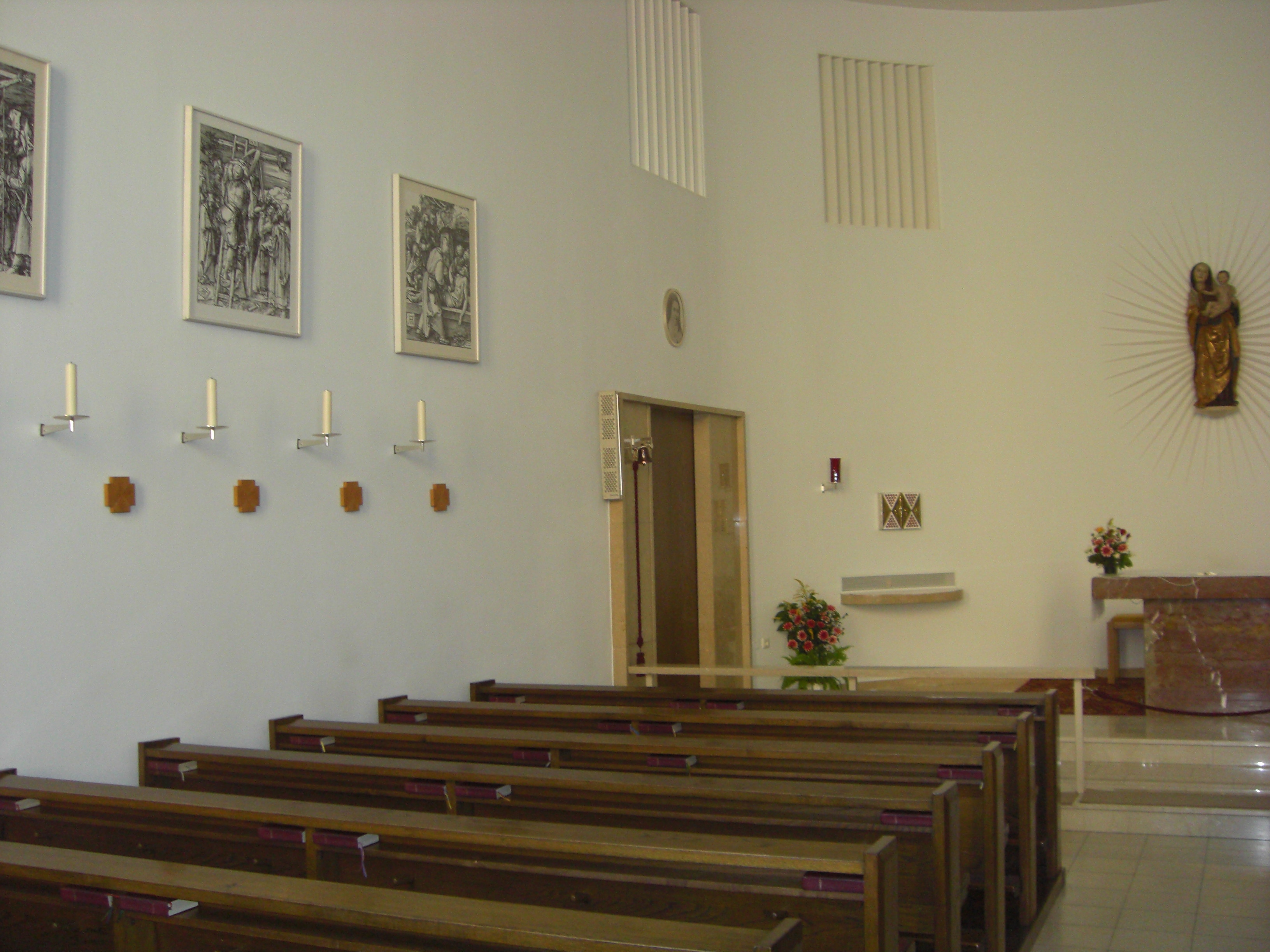
Innenausstattung der Klosterkirche

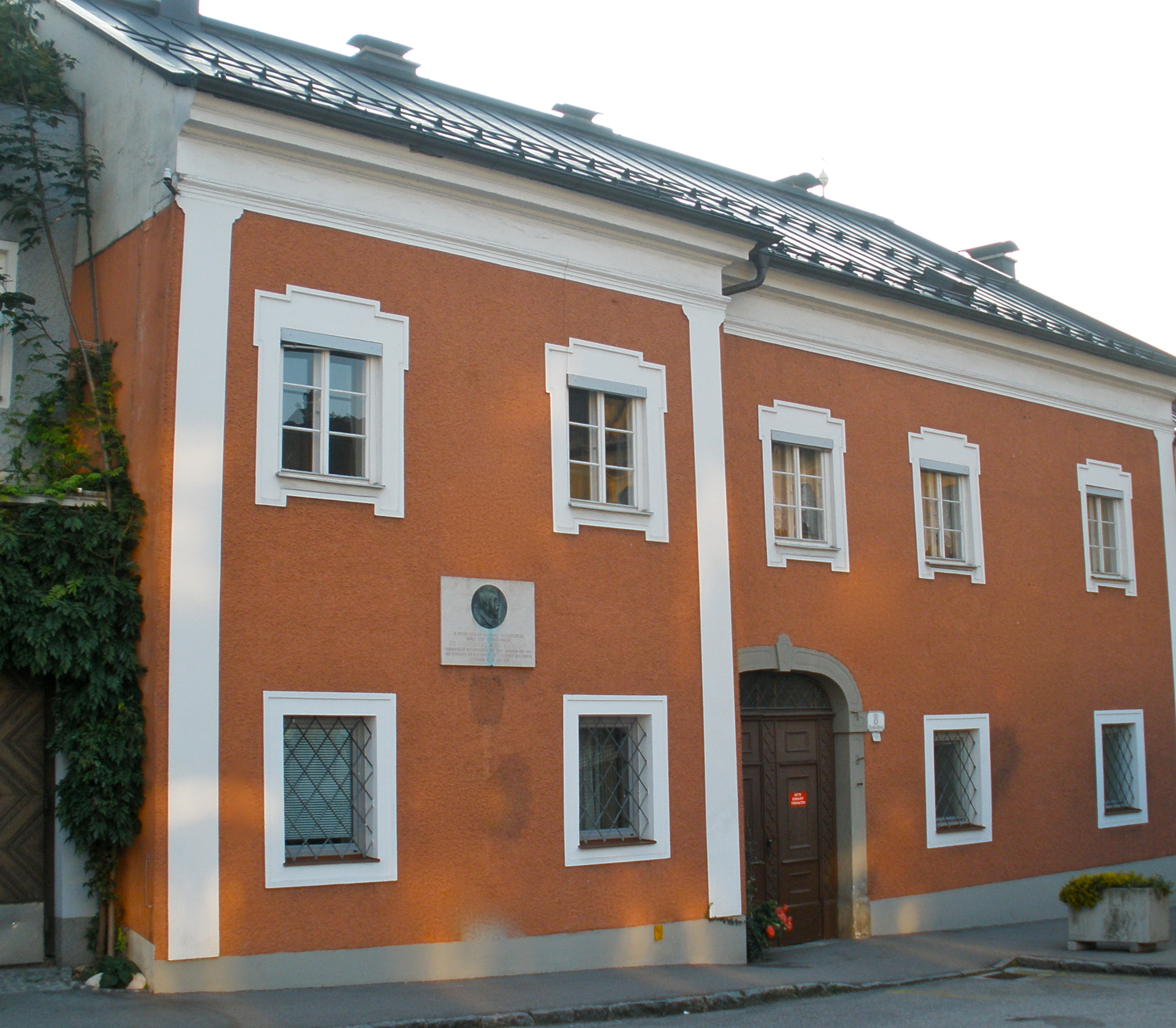
Das ehemalige Baderhaus

Das Herberstorffsche Freihaus wurde 1627 erstmals urkundlich erwähnt. Am 13. September 1828 stellten Magdalena, Joseph und Andreas Traweger aus Gmunden dieses Haus, das angrenzende Grundstück, einen kleinen Wald, eine Wiese, sowie ein Stiftungskapital von 13.000 Gulden für eine Klostergründung zur Verfügung. Die Stiftung geschah auf Vorschlag ihrer Dienstmagd Aloisia Petrowitsch. Die Besiedelung des Karmelitinnenklosters Gmunden erfolgte vom Prager Konvent aus. Kaiser Franz I. gab am 12. Februar 1828 die Bewilligung zur Neustiftung. Gründungsdatum für den Gmundner Konvent ist der 5. Juli 1828. Die Umbauarbeiten begannen 1829. Das bestehende weltliche Gebäude wurde zum Kloster umgebaut und am 13. September 1832 der Grundstein für eine neue Kirche gelegt. Verantwortlich war der Wiener Baumeister Joseph Georg Kornhäusel, als zweiter Stifter (für die Übernahme der Umbaukosten) wird der Wiener Militärarzt Dr. Seutin genannt.
Seit 1829 ist eine sogenannte „Messlesestelle“ dokumentiert. 1835 erfolgte die feierliche Einweihung der Kirche. Im Jahr 1844 kam es von Gmunden aus zur Gründung des Klosters Würzburg. 1857 wurde das benachbarte Gebäude, das ehemalige Baderhaus, erworben und der Klosteranlage hinzugefügt. 1898 erfolgte eine Aufstockung der Gebäudesubstanz. Während der NS-Zeit blieb das Kloster erhalten, musste jedoch die Schwestern aus den damals aufgehobenen Klostern Graz und Mayerling aufnehmen. In der zweiten Hälfte des 20. Jahrhunderts wurde die Anlage saniert. Bei der Neugestaltung trat der Gmundner Baumeister und Architekt Franz König-Hollerwöger maßgeblich in Erscheinung.
Nach fast 200 Jahren Tätigkeit des Ordens im Gmunden sind die verbliebenen vier Karmelitinnen-Schwestern im Jahr 2023 ins Mutterhaus nach Bad Mühllacken gezogen. Am 18. März 2023 wurde mit dem Diözesanbischof Scheuer eine Dankesmesse für das bisherige Wirken abgehalten. Das bisherige Klostergebäude (Karmel Gmunden) wurde an das Institut Österreichischer Orden übergeben.

## Nachnutzung
Ende Juni 2024 wird berichtet, dass die Schriftstellerin Cornelia Hülmbauer (* 1982) als Klosterschreiberin dem Wirken des Ordens hier nachspürt.

## Kirche und Kloster
Die Unbeschuhten Karmelitinnen sind ein Zweig des Karmels, der von der hl. Teresa von Avila reformiert und 1593 selbständig wurde. Die Karmelitinnen leben kontemplativ.
In den Jahren 1964–1966 wurde die Kirche einer Neugestaltung in Bezug auf die Erfordernisse im Zuge der Liturgiereform nach dem Zweiten Vatikanischen Konzil unterzogen. Der Hochaltar, die Seitenaltäre, die Kanzel, die Empore, die Kommunionbank und die Betstühle wurden entfernt. Ein Volksaltar wurde errichtet und der Chor der Schwestern so angeordnet, dass diese zum neuen Altar sehen können. Seit diesem Totalumbau der 1960er Jahre ist die Kirche in sehr einfachen und klaren Formen gehalten. Der Altarbereich ist um zwei Stufen erhöht angeordnet. An den Seitenwänden befinden sich einige Bilder im modernen Stil. Im Kontrast zur neuzeitlichen Einrichtung wurde an der Stirnwand des Presbyteriums eine gotische Muttergottesstatue angebracht, die auf das 16. Jahrhundert datiert wird. Das Klostergebäude wurde von 1971 bis 1974 generalsaniert.